# Rabenau (Kolkwitz)
Rabenau, niedersorbisch Rabenow, ist ein zum Ortsteil Papitz gehörender Wohnplatz der Gemeinde Kolkwitz im Landkreis Spree-Neiße in Brandenburg. Bis zum 6. Dezember 1993 gehörte Rabenau zur bis dahin eigenständigen Gemeinde Papitz.

## Lage
Rabenau liegt in der Niederlausitz und an der Ostgrenze des Spreewaldes, rund acht Kilometer Luftlinie nordwestlich der Stadt Cottbus. Umliegende Ortschaften sind Gulben im Nordosten, Zahsow im Osten, Kolkwitz im Südosten, Dahlitz im Süden, Kunersdorf im Südwesten, Papitz im Westen und Ruben im Nordwesten. Südlich des Ortes liegt der Brahmower Landgraben.

## Geschichte
Das Dorf Rabenau wurde im Jahr 1821 als Vorwerk des Gutes Papitz angelegt. Der Ortsname wurde von einem Familiennamen übertragen. Verwaltungstechnisch gehörte Rabenau zunächst zum Gutsbezirk Papitz. Damit lag der Ort nach der Gründung im Kreis Cottbus im Regierungsbezirk Frankfurt der preußischen Provinz Brandenburg. Etwa 1840 bestand Rabenau aus fünf Wohngebäuden und hatte 42 Einwohner. Für das Jahr 1864 sind in Rabenau 40 Einwohner verzeichnet. Bei der Volkszählung vom 1. Dezember 1871 lag die Einwohnerzahl bei 47. Noch bis Ende des 19. Jahrhunderts waren fast alle Einwohner von Rabenau sorbischsprachig.
Am 30. September 1928 wurde der Gutsbezirk Papitz aufgelöst und in die Landgemeinde eingegliedert. Nach dem Ende des Zweiten Weltkrieges lag Papitz zunächst im Landkreis Cottbus in der Sowjetischen Besatzungszone, aus der im Oktober 1949 die DDR gegründet wurde. Bei der Kreisreform am 25. Juli 1952 wurde die Gemeinde Papitz mit ihren Ortsteilen Rabenau und Kleines Ende dem Kreis Cottbus-Land im Bezirk Cottbus zugeordnet. Ab 1958 wurden die Bauern in Rabenau zwangsweise in der Landwirtschaftlichen Produktionsgenossenschaft „Frohe Zukunft“ organisiert, seit 1961 waren alle Bauern des Ortes Mitglied der LPG.
Nach der Wiedervereinigung gehörte der Ort zunächst zum Landkreis Cottbus im Land Brandenburg. Der Landkreis Cottbus fusionierte am 6. Dezember 1993 mit den Landkreisen Forst, Guben und Spremberg zum neuen Landkreis Spree-Neiße. Die Gemeinde Papitz wurde am selben Tag mit 16 weiteren Gemeinden zu der neuen Großgemeinde Kolkwitz zusammengeschlossen.